# الغواصة الألمانية يو-59 (1939)
غواصة يو-59  غواصة يو ألمانية من الفئة الثانية سي بنيت لسلاح بحرية ألمانيا النازية كريغسمارينه، في أحواض بناء السفن الألمانية التابع لدويتشه فيرك في كيل خلال الحرب العالمية الثانية.